# آنت ادموندسون
آنت ادموندسون (انگلیسی: Annette Edmondson؛ زادهٔ ۱۲ دسامبر ۱۹۹۱) دوچرخه‌سوار اهل استرالیا است.
وی در مسابقات کشوری و بین‌المللی در مجموع برندهٔ ۵ مدال طلا، ۵ مدال نقره، ۷ مدال برنز شده‌است.